# 伊沢慎壱
伊沢 慎壱（いざわ しんいち）は、日本の漫画家。成人向け漫画を主に執筆している。

## 作品リスト

### 成人向け作品
- マスター&マスター（1998年9月、メディアックス ISBN 4896133609)
- ポリマスマスター （2000年6月、メディアックス ISBN 4896134176）
- 背徳のマリア（2003年3月、笠倉出版社 ISBN 4773006501）
- LOVEいもうと（2004年4月、メディアックス ISBN 4896139879）
- 花・キューピッド（2005年6月、メディアックス ISBN 4862010059）
- 人妻乱交回覧板（2006年1月、富士美出版 ISBN  4894216647）
- インセスト（2007年1月、富士美出版 ISBN 489421718X）
- 母姦。（2009年1月、富士美出版 ISBN 4894218569）
- 中出し人妻会（2010年1月、富士美出版 ISBN 489421931X）
- 姉妹いずむ（2011年1月、富士美出版 ISBN 4799500031）
- 母童貞（2012年1月、富士美出版 ISBN 4799500880）

### 成人向けアンソロジー
- 近親天国（2004年7月、オークス刊。ISBN 4861051479)
- 生だし超淫母3（2004年8月、オークス刊。ISBN 4861051665)
- お姉さんでいこう！2（2004年8月、茜新社刊。ISBN 4871826910)
- 小学性交姦授業（2004年9月、オークス刊。ISBN 4861051703)